# Andrea Cassone
Andrea Cassone (né le 29 avril 1929 à Cannitello di Villa San Giovanni, dans la province de Reggio de Calabre, en Calabre et mort le 12 avril 2010 à Scilla) est un archevêque italien.

## Biographie
Andrea Cassone est ordonné prêtre en 1951. En 1992 il est nommé archevêque de Rossano-Cariati.